# Prêmio Atitude no Esporte de 2013
O Prêmio Atitude no Esporte de 2013 foi a primeira edição do Prêmio Superar com o novo nome.
A premiação será realizada no dia 16 de dezembro, no Hotel Windsor Barra da Tijuca, no Rio de Janeiro.

## Indicados

### Melhor Atleta-Guia
- Laércio Martins – guia de Lucas Prado (duas medalhas de ouro no Mundial de Atletismo de Lyon nos 100m e  200m)
- Carlos Bira – guia de Odair Santos (três medalhas de ouro no Mundial de Atletismo de Lyon nos 800m, 1500m e 5000m)
- Guilherme Santana –  guia de Terezinha Guilhermina (três medalhas de ouro no Mundial de Atletismo de Lyon nos 100m, 200m e 400m)
- Heitor Sales – guia de Daniel Silva (um ouro nos 400m e um bronze nos 200m no Mundial de Atletismo de Lyon)

### Melhor Técnico Paralímpico
- Amauri Veríssimo – técnico da seleção brasileira de atletismo (Alan Fonteles, Terezinha Guilhermina, Lucas Prado e Yohansson Nascimento) – 40 medalhas no mundial de Lyon, 3º lugar no quadro geral de medalhas.
- Murilo Barreto – coordenador da seleção paraolímpica de natação (26 medalhas no Mundial de Montreal, 6º lugar no geral).
- Fábio Vasconcelos – técnico do Futebol de 5/Futebol de Cegos (hexacampeão da Copa América).
- Darlan Ciesielski – técnico da seleção brasileira de bocha (quatro medalhas de ouro e duas de prata na Copa América).

### Melhor Técnico Olímpico
- José Roberto Guimarães – técnico da seleção brasileira de vôlei feminino.
- Geraldo Bernardes – técnico da judoca Rafaela Silva.
- Marcos Goto – técnico do ginasta Artur Zanetti
- Scott Goodrich – técnico do nadador César Cielo

### Melhor Equipe Paralímpica
- Seleção Brasileira de Futebol de 5 (cegos) – hexacampeã da Copa América
- Seleção Brasileira de Bocha – campeã da Copa América
- Seleção Brasileira de Basquete em Cadeiras de Rodas masculina Sub 21 – campeã Para-panamericana

### Melhor Equipe Olímpica
- seleção Brasileira de Voleibol Feminino – campeã pela nova vez do Grand Prix
- Seleção Brasileira de Judô feminina – vice-campeã mundial por equipes
- Taiana e Talita – dupla campeã mundial de vôlei de praia

### Melhor Atleta Paralímpico
- Alan Fonteles (atletismo) – três medalhas de ouro no Mundial de Lyon nos 100m, 200m e 400m.
- Daniel Dias (natação) – seis medalhas individuais no Mundial de Montreal sendo cinco de ouro nos 50m, 100m e 200m livre, 50m costas e 200m medley e prata nos 50m borboleta.
- Terezinha Guilhermina (atletismo) – três medalhas de ouro no Mundial de Lyon nos 100m, 200m e 400m.
- Fernando Fernandes (canoagem) –  tetracampeão mundial do K1.
- Lucas Prado (atletismo) – duas medalhas de ouro no Mundial de Lyon nos 100m e 200m.
- Odair Santos (atletismo) – três medalhas de outro no Mundial de Lyon nos 800m, 1500m e 5000m

### Melhor Atleta Olímpico
- Arthur Zanetti (ginástica artística) – campeão mundial nas argolas
- Rafaela Silva (judô) – primeira medalha de ouro feminina do Brasil em mundiais
- César Cielo (natação) – tricampeão dos 50m livre no Mundial de Barcelona
- Thaísa (vôlei) – eleita a melhor jogadora do Grand Prix
- Isaquias Queiroz (canoagem) – campeão mundial do C1 200m
- Poliana Okimoto – (maratona aquática) campeã mundial nos 10 km e vice-campeã nos 5 km